# 圭 (単位)
圭（けい）は、尺貫法の体積の単位である。
撮（弗）の10分の1のことである。したがって、1圭は1勺の1000分の1となり、日本ではメートル法換算で約18.039µLとなる。中国では『孫子算経』、日本では『塵劫記』にみえる単位である。その下の単位は粟である。